# Кагал
Кага́л (ивр. קָהָל‎ — букв. «толпа») в широком смысле слова — община (громада, мир) евреев, в узком — административная форма самоуправления евреев Польши и других стран Восточной Европы в XVI—XVIII веках в Российской империи 1772—1893 годов. В переносном смысле — шумная толпа, беспорядочное сборище.
В Европе, в период с XVI века по XVIII века, кагал как представительство или правление еврейской общины в населённых пунктах ведало сношением с властями, сбором податей, школами и другими общественными учреждениями, разбором гражданских дел между евреями. Старейшина в кагале — «кага́льный». Общинки (территории), зависимые от правления центральной общины (и подведомственного округа), образовывали прикага́лки.

## История
Под польским названием «зборы жидувске» эта форма еврейского самоуправления получила официальное признание в государствах, где имелись еврейские общины. В польской истории Ваада четырёх стран известны грамоты Сигизмунда II евреям Люблина (1556), Львова (1569), Познани (1571). Впоследствии за этим советом закрепилось слово «кагал». Уже в польских грамотах XVI века кагалу передавалось право раввинов надзирать за религиозным бытом евреев, право карать нарушителей отлучением — херемом, изгнанием.
В России кагалу было предоставлено, помимо прочих, право вести метрические книги для еврейской общины.

В каждом городе или местечке должен был быть один кагал, хотя бы местные евреи разделялись на несколько сект и толков. Число кагальных, избиравшихся, с утверждения губернского правления, на 3 года, не было определено. Кагалу воспрещено было без ведома начальства налагать новые подати, а в 1818 году им выданы были от казённых палат книги, в которые должны были, между прочим, вноситься отчёты о поступлении и употреблении сумм коробочного сбора, который первоначально предназначался для погашения кагальных долгов. Вместе с тем на кагал возложено было призрение бесприютных евреев, вспомоществование евреям-переселенцам и т. п. Положением 1835 года целиком восстановлена была, в черте еврейской оседлости, польская кагальная организация. В силу этого положения, всякий еврей (кроме евреев-земледельцев) обязательно должен был приписываться к городскому еврейскому обществу, хотя бы он проживал в местечке, селе или деревне. В городах евреи избирали, с утверждения губернского правления, на 3 года от 3 до 5 уполномоченных, которые составляли кагал. Обязанности кагала заключались в наблюдении за исправным поступлением податей и сборов как казённых, городских и земских, так и специально еврейских (коробочный сбор), в хранении и расходовании кагальных сумм, в призрении престарелых, увечных и бедных евреев, в наблюдении за предотвращением бродяжества. Рекрутский устав 1827 года, установив отбывание рекрутской повинности еврейскими обществами отдельно от христианских, возложил на еврейские общества попечение за исправным отбыванием этой повинности и вооружил их властью «отдавать в рекруты всякого еврея, во всякое время, за неисправность в податях, за бродяжество и другие беспорядки, нетерпимые в еврейском обществе». — ЭСБЕ
Хасиды выступали против засилья кагала в общественной жизни евреев.
Екатерина Великая своим именным указом от 1780 года первой из европейских правителей разрешила своим подданным иудейского исповедания приписываться ко всем сословиям, включая дворянство и духовенство (иудейское), с получением всех соответствующих прав.
При проведении в жизнь этого указа власти столкнулись с протестами христианского населения, однако на эти протесты был дан ответ в именном указе 1785 года, в котором говорилось:
«когда еврейского закона люди вошли уже на основании указов Её Величества в состояние, равное с другими, то и надлежит при всяком случае соблюдать правило, Её Величеством установленное, что всяк по званию и состоянию своему долженствует пользоваться выгодами и правами без различия закона и народа».
Многократные попытки разрушить изоляционизм евреев в России, ограничив власть кагала, предпринимали императоры Александр I и Николай I. В 1802—1803 годах в рамках общего реформирования государственного устройства России министр юстиции Державин попытался законодательно ограничить полномочия кагалов в Западном крае, но не преуспел в этом и вскоре вынужден был оставить свой пост.
В 1844 году кагалы в России были практически повсеместно упразднены, с передачей их дел городским общественным и сословным установлениям. Исключение составляли Рига и города Курляндской губернии, где кагалы просуществовали до 1893 года.

## Структура кагала
Кагальная администрация состояла из определённого числа лиц, по большей части пропорционального численности общины: в Кракове их было 40, в Вильне — 35, в средних общинах число это колебалось между 35 и 22, в маленьких было не меньше 8. Члены кагала ежегодно выделяли из своей среды, по жребию, 5 «избирателей», которые, по большинству голосов или по жребию, определяли состав нового кагала.
Обыкновенно эти ежегодные выборы только перетасовывали членов прежнего кагала, которые вместо одних функций получали другие. Таким образом вся организация имела характер олигархический. Выборные делились на разряды или чины. Во главе кагала стояли четверо старшин (роши); за ними шли «почётные особы» (тувы), числом от 5 до 3. Те и другие составляли законное заседание кагала и решали все общественные дела. Старшины, по очереди, состояли в течение месяца в должности парнас ваада, то есть заведующего, казначея, вообще исполнительного органа.
Третий разряд кагальных чинов составляли «действительные члены» (икоры) и кандидаты, которые в Белоруссии носили общее наименование «главарей общины» (алуфы); число их колебалось от 4 до 10. Затем следовали лица, облеченные специальными функциями: контролёры, попечители училищ, наконец, судьи (дайены). В пинкесах (актовые книги кагалов) начала XVIII века встречается ещё разряд женщин-попечительниц. При кагале состояли особые приставы (шамеши).
Краковский кагальный устав 1595 года различает 3 группы кагальных судей: низших, средних и высших, по 3 человека в каждой группе. Первые разбирали всякие иски, на сумму не свыше 10 злотых, вторые — на сумму от 10 до 100 злотых и, подобно первым, заседали ежедневно; высшая группа судей, заседавшая не менее двух раз в неделю, разбирала иски свыше 100 злотых.

## Полномочия кагала
Не ограничиваясь сбором податей и заведованием всеми общественными учреждениями, кагал наблюдал за торговлей, за правильностью мер и весов, за проезжающими, за чистотой еврейских улиц и вообще за благочинием, регулировал арендные отношения, издавал постановления относительно раввината, обучения детей, печатания книг, поведения и вознаграждения слуг и служанок и проч. В крайних случаях кагал обращался за содействием к административным властям.
При Екатерине II было постановлено вносить евреев в общегородские книги, решение вопроса о правильности еврейских долгов предоставлено было обыкновенным судам, за вновь учреждёнными губернскими и уездными кагалами не были признаны судебные функции, кроме дел, касающихся «обрядов закона и богослужения евреев». С другой стороны, однако, поголовные деньги, по указу 1776 года, продолжал платить кагал, и от него же евреи должны были получать паспорта. Это делало уездные и губернские кагалы как бы продолжением прежней кагальной организации. Положение о евреях 1804 года, выделив из сферы деятельности кагалов духовно-судную часть и передав её раввинам, возложило на кагалы обязанность наблюдать, чтобы казённые сборы были вносимы исправно и бездоимочно, а также распоряжаться вверяемыми им от еврейского общества суммами.